# 塞瓦斯蒂安·索萨

塞瓦斯蒂安·索萨（西班牙語：Sebastián Sosa，1986年8月19日—），乌拉圭男子足球运动员，司职守门员。他曾代表乌拉圭国家队参加2022年国际足联世界杯，结果队伍止步小组赛阶段。